# 2/5
2/5（5分の2、ごぶんのに）は、有理数のうち 0 と 1 の間にある数であり、1/5 の2倍である。十進法で小数表示すると、0.4 である。

## 数学的性質
- 2 ÷ 5 に等しい。

## その他2/5に関すること
- 4割打者。野球において打率が4割に達した打者。達成することが非常に困難な記録であり、日本プロ野球（日本野球機構）においては1シーズン終了時点で規定打席を満たして達成した選手は過去に1人も存在しない。
- マーケットシェア理論では、40.7% の市場占有率は安定目標値と呼ばれ、安定した優位を生む。
- 40パーセントルール。イギリスでは、案件が助言型国民投票で可決されるには、得票数の過半数かつ有権者の40%以上の賛成が必要。
- 四分の官は、律令制下での次官。公廨稲の4分を配当されたことから。
- 「四公六民」とは江戸時代の年貢率の一つ。田畑の収穫量の四割を租税として領主に納め、六割を農民個人の収入とするもの。江戸幕府（1603年）創設以来、徳川吉宗が享保の改革の一環として1728年（享保13年）に「五公五民」にするまで続いた。

## 符号位置
| 記号 | Unicode | JIS X 0213 | 文字参照         | 名称   |
| ---- | ------- | ---------- | ---------------- | ------ |
| ⅖    | U+2156  | -          | &#x2156; &#8534; | 5分の2 |